# Lemurobates antsiranana
Lemurobates antsiranana är en kvalsterart som beskrevs av Sandór Mahunka 1997. Lemurobates antsiranana ingår i släktet Lemurobates och familjen Tegoribatidae. Inga underarter finns listade i Catalogue of Life.